# Goleathopseudione bilobatus
Goleathopseudione bilobatus is een pissebed uit de familie Bopyridae. De wetenschappelijke naam van de soort is voor het eerst geldig gepubliceerd in 2008 door Rom n-Contreras.